# Christopher A. Sims
Christopher A. Sims (Washington DC, 21 d'octubre de 1942) és un economista estatunidenc, especialitzat en macroeconomia i econometria, i conegut per introduir l'ús dels vectors autoregressius en l'estudi de les variables macroeconòmiques. Li fou atorgat el Premi Nobel d'Economia el 2011, juntament amb Thomas J. Sargent, per «les seves investigacions empíriques sobre causa i efecte en la macroeconomia».

## Biografia
Es graduà en matemàtiques per la Universitat Harvard el 1963 i es doctorà en economia, també per la Universitat Harvard, el 1968. Ha sigut professor a la Univeritat Harvard de 1967 a 1970, a la Universitat de Minnesota de 1974 a 1990, a la Universitat Yale de 1990 a 1999 i a la Universitat de Princeton des de 1999.
Ha sigut president de la American Economic Association i de la Econometric Society. Ha sigut editorial board del International Journal of Supercomputer Applications i del Journal of Economics and Philosophy, editor de Journal of Applied Econometrics, del Journal of Business and Economic Statistics i del Review of Economic Studies i co-editor d'Econometrica. És Research Associate del National Bureau of Economic Research Des del 2007 és membre del Scientific Council del Barcelona Graduate School of Economics.

## Contribució a la recerca econòmica
En els anys 70, els models macroeconomètrics reberen moltes crítiques, de les quals, la més coneguda és la «crítica de Lucas». Aquests models es basaven en dades estadístiques per a estimar el comportament dels agents econòmics (llars i empreses) i en funció del comportament estimat feien prediccions sobre els efectes de la política econòmica. El problema era que no tenien en compte que canvis en la política econòmica podien afectar el comportament dels agents econòmics, la qual cosa provocava errors importants en les prediccions. La crítica de Lucas originà canvis en la macroeconomia tant a nivell teòric com empíric. Sims contribuí a aquesta transformació en la seva vessant empírica, introduint els vectors autoregressius (VAR) en l'anàlisi macroeconòmica empírica.
En el seu article amb Sargent de 1977, criticava que els models macroeconomètrics de l'època utilitzaven massa supòsits teòrics. L'ús dels vectors autoregressius, en canvi, permeten identificar l'efecte d'una variable econòmica sobre les altres sense haver de dependre de supòsits poc creïbles.
Amb aquesta tècnica, Sims ha realitzat anàlisis d'impuls-resposta, per tal d'estudiar l'efecte de canvis inesperats (shocks) sobre variables macroeonòmiques clau com el PIB i la inflació. Els bancs centrals es basen en aquest mètode per estudiar l'impacte de la política monetària sobre l'economia. També s'ha utilitzat extensament per estimar l'efecte de la política fiscal sobre el PIB i per identificar les causes del cicle econòmic.

## Premis i reconeixements
Fou elegit Fellow of the Econometric Society el 1975, membre de l'Acadèmia Nacional de Ciències dels Estats Units el 1989 i Fellow de l'Acadèmia Americana de les Arts i les Ciències el 1988. Fou guardonat amb el Premi Nobel d'Economia el 2011.

## Publicacions destacades
- Sims, Christopher A «Macroeconomics and Reality» (en anglès). Econometrica, 48, 1, 1980, pàg. 1-48.
- Sims, Christopher A «Are Forecasting Models Usable for Policy Analysis?» (en anglès). Quarterly Review. Federal Reserve Bank of Minneapolis, 10, 1986, pàg. 2-16.
- Sims, Christopher A «Interpreting the Macroeconomic Time Series Facts: The Effects of Monetary Policy» (en anglès). European Economic Review, 36, 1992, pàg. 975-1000.